# Kiss Me (2004)
Kiss Me ist ein Spielfilm des portugiesischen Regisseurs António da Cunha Telles aus dem Jahr 2004. Der Filmtitel bezieht sich auf das von Marilyn Monroe gesungene Lied Kiss und die Liedzeile Kiss me aus dem Film Niagara von 1953, der hier mehrmals thematisiert wird.

## Handlung
Im katholisch-konservativen Portugal der 1950er Jahre, zur Zeit der klerikalfaschistischen Diktatur unter Salazar, lebt Laura, eine junge Frau im ländlichen Alentejo. Bereits schwanger, heiratet sie den groben und gewalttätigen António, bis sie dessen Vergewaltigungen und schlechte Behandlung leid ist und zu ihrer Tante Marta an die Algarveküste in die Kleinstadt Tavira flieht. Ihr Bruder Jacinto hält danach als einziger Kontakt zu ihr und hält sie halbwegs auf dem Laufenden, zudem schreibt Laura ihrem Sohn fortan immer wieder und schickt ihm Päckchen mit kleinen Geschenken, die ihn an seine Mutter erinnern.
Ihre Tante ist eine unangepasste und emanzipierte junge Witwe, die aus ihrer Zeit in New York eine offene Lebensweise mitbrachte, die sie in der Kleinstadt zur misstrauisch beäugten, als unmoralisch geltenden Person macht. Im Zusammenleben mit ihr weitet Laura ihren Horizont und verändert sich. Sie bekommt beim wohlhabenden Schneidermeister Almeida, der auch Besitzer des Kinos der Kleinstadt ist und mit der Opposition sympathisiert, ihre erste eigene Anstellung. Als sie in den US-amerikanischen Zeitschriften ihrer Tante und im Kino auf die Schauspielerin Marilyn Monroe stößt, ist sie von der berühmten und schönen Schauspielerin fasziniert.
Ausgestoßen von ihrem rücksichtslosen Ehemann und ihrer gefühllosen erzkonservativen Mutter und ermuntert durch ihre weltoffene Tante, entwickelt sich Laura zu einer unangepassten, schönen Frau. Mit dem Draufgänger und Schmuggler Rodrigo geht sie ein aufregendes Verhältnis ein, das sie auch fortführt, als sie von seiner Ehe und seinen kriminellen Machenschaften erfährt.
Ihr wohlmeinender Chef Almeida ist von ihr verzaubert und hilft ihr, nachdem sie bei ihm gekündigt hat, bei der Eröffnung eines eigenen Friseursalons. Langsam nähert sie sich auch dem schüchternen und unbeholfenen, aber kultivierten und attraktiven Hochschullehrer Artur an, der sich ihr als Oppositioneller offenbart, während sie ihn dafür in ihre problematische familiäre Situation einweiht. Die beiden Außenseiter verlieben sich. Rodrigo dagegen fühlt sich nun zurückgestellt, macht ihr eine Szene und wird danach von Laura aus ihrem Leben verstoßen.
Nach dem Tod Marilyn Monroes beginnt Laura, ihr Aussehen wie Marilyn zu verändern und noch intensiver als sie zu leben, eckt damit jedoch noch weiter im repressiven Gesellschaftsklima an, das keinen Platz für einen unangepassten und eigenen Lebensstil lässt. Auf Grund ihres neuen Freundeskreises gerät sie zudem in das Blickfeld der Geheimpolizei PIDE.
Als Rodrigo mit einem neuen Mercedes-Benz W 198 auftaucht und sie damit zu einer nächtlichen Spritztour überredet, beweist er ihr seine Liebe, indem er das geliebte neue Auto die Meeresklippen hinunterstürzt, und sie werden wieder ein Paar. Daraufhin erschießt sich Artur, dem nun auch der letzte Lebensgrund abhandengekommen ist.
Dann wird Rodrigo von Laura zurückgestoßen und sie bricht endgültig mit ihm, nachdem er ihr nach der Beerdigung Arturs gesteht, dass er einen kommunistischen Freund an die PIDE verraten hat, um in Ruhe mit ihr zusammen zu sein. Entgegen aller Widerstände und mithilfe ihrer fortschrittlichen Freunde führt sie ihren Kampf um ein selbst bestimmtes intensives Leben nun weiter fort. Almeida rettet ihren Friseursalon, und kurz darauf bringt ihre Mutter ihr ihren Sohn Pedro, nachdem ihr Ehemann António Sohn und Heimatdorf verlassen hat, um mit einer anderen Frau zu leben.
Ihr inzwischen erwachsener Sohn Pedro führt als kommentierender Erzähler aus der heutigen Perspektive, nach dem Tod Lauras, durch den Film, bis er am Ende selbst kurz als Erwachsener auftritt.

## Produktion und Rezeption
Der Film wurde 2003 gedreht und von der Produktionsgesellschaft Animatógrafo2 (Pandora da Cunha Telles und António da Cunha Telles) in Koproduktion mit Lusomundo und mit finanzieller Unterstützung der portugiesischen Filmförderung ICAM und des öffentlich-rechtlichen Fernsehsenders RTP produziert, die Firma Bacardi Martini Portugal Lda. war zusätzlich Hauptsponsor.
Die Filmmusik enthielt eine Vielzahl Lieder und Musikzitate, darunter das von Luís Represas gesungene Liebeslied am Filmende (Como eu te amei, ninguém te amou), das Stück Out of nowhere von Charlie Parker und andere Jazzstücke, zeitgenössische Tangos und lateinamerikanische Lieder, der erste Satz aus Rachmaninows 2. Klavierkonzert und das titelgebende Stück Kiss des US-amerikanischen Komponisten Haven Gillespie, das Marilyn Monroe im Film Niagara sang (1953).
Kiss Me wurde in einer Vorpremiere am 29. Oktober 2004 im großen Auditorium des Centro Cultural de Belém in Lissabon vorgestellt und kam am 4. November 2004 in die portugiesischen Kinos. Publikum und Teile der Kritik waren von der Schauspielleistung der zuvor nur als Model und Fernsehmoderatorin bekannten Marisa Cruz in ihrer ersten Kinorolle überrascht. Damit trug sie zum Erfolg des Films bei, der mit 19.107 Zuschauern zu den erfolgreichen Produktionen des portugiesischen Kinos des Jahres gehörte.
Der Film lief danach auf einigen Filmfestivals, darunter die Mostra Internacional de Cinema de São Paulo 2005 und die kanadischen Festivals des europäischen Films in Ottawa und Vancouver im November 2007. Beim Filmfestival von Gramado war er für einen goldenen Kikito nominiert und wurde bei den Caminhos do Cinema Português und den Globos de Ouro 2005 ausgezeichnet.
Am 12. März 2022 wurde er im öffentlich-rechtlichen portugiesischen Fernsehen wiederholt, bei RTP2.
Kiss Me erschien 2005 bei Lusomundo als DVD.